# Линн-Канал
Линн-Канал (англ. Lynn Canal) — залив в северо-восточной части Тихого океана на территории штата Аляска, США.

## Физико-географическая характеристика
Линн-Канал расположен в северной части пролива Чатем и отделён от океана архипелагом Александра. Залив растянулся на 100 км, его ширина составляет от 5 до 19 км. На восточном побережье залива начинается Береговой хребет, Линн-Канал является самым северным фьордом на подступах к нему.
На берегу залива расположено баро Хейнс, южнее которого канал делится на две части. Западная часть канала ведёт к устью реки Чилкат, в то время как восточная часть переходит в залив Тайя. Южнее этого разделения Линн-Канал является судоходным. Другими населёнными пунктам на берегу залива является Дайи и Скагуэй.

## История
Залив был исследован в 1794 году Джозефом Уитби из команды Ванкувера. Имя каналу в 1798 году дал капитан Джордж Ванкувер, назвав его по имени своей малой родины Кингс-Линн, Англия. В 1890-х годах по Линн-Каналу проходил основной маршрут старателей на Аляску, к местам клондайкской золотой лихорадки.
В конце XIX и начале XX веков в заливе произошло несколько крупных кораблекрушений. 24 октября 1918 года утонул корабль Princess Sophia, на борту которого было 350 человек, отправлявшихся на юг зимовать. 7 сентября 1952 года северо-западнее Джуно потерпел крушение корабль Princess Kathleen, более 400 человек, находящихся на борту были спасены. Особую ценность для учёных представляет корабль Clara Nevada, на котором свои экспедиции по Тихому океану совершал известный учёный Жан Луи Агассис. Корабль загорелся по неизвестной причине в 1898 году и утонул. Кроме того, на берегу находятся остатки кораблей Islander и Griffson, которые затонули в 1898 году, но были извлечены на берег в начале XX века.